# Bahía Inglesa (Vancouver)

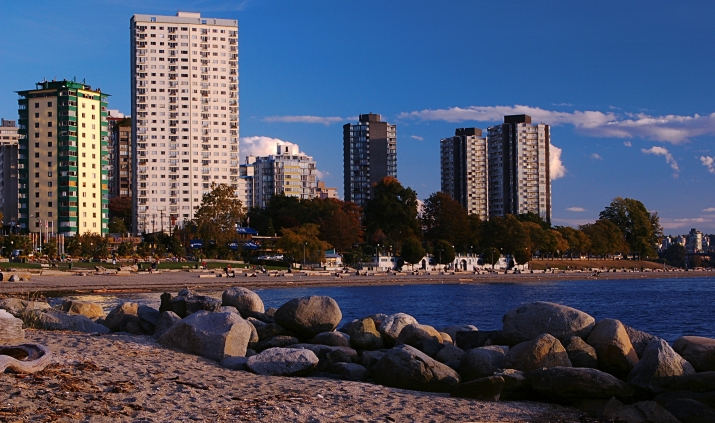
Vista hacia la playa First Beach y el barrio de West End.

La Bahía Inglesa (en inglés, English Bay) es una bahía en la ciudad de Vancouver (Canadá). Pertenece al estrecho de Georgia y se encuentra entre este, el Burrard Inlet y el centro de la ciudad. 
Es un punto de atracción para los habitantes de Vancouver debido a su belleza y a estar prácticamente en el centro de la ciudad. Es famosa por sus playas y por el festival anual Celebration of Light.

## Ubicación
Esta bahía está delimitada al oeste por el estrecho de Victoria, al norte y nordeste por el fiordo de Burrard Inlet y al este por la pequeña península que conforman el centro de la ciudad (barrio de West End) y el Parque Stanley. Al sur se encuentran numerosas playas en los barrios de West Point Grey y Kitsilano, y al sudeste el entrante False Creek.
La Bahía Inglesa está entre las coordenadas geográficas siguientes:
- latitud: 49°16' y 49°18'  N
- longitud: 123°09' y 123°14' O

## Atracciones turísticas
La playa más popular es la conocida como English Bay Beach en el barrio de West End, cerca del Parque Stanley. Otras playas en la costa oriental son Sunset Beach, Second Beach y Third Beach. En la costa sur se encuentran las playas de Kitsilano, Jericho, Locarno y Spanish Bank. Al lado de la playa de Jericho está el puerto deportivo del Royal Vancouver Yacht Club.
En la costa de la bahía se encuentran interesantes espacios verdes. Los dos parques más importantes son: el Parque Stanley al nordeste y el Pacific Spirit Park al sudoeste. Ambos son populares para la práctica del senderismo, jogging, bicicleta o el patinaje en línea.
En la costa sur, cerca de la entrada al False Creek, se yergue el edificio del Museo Marítimo de Vancouver con sus modelos de embarcaciones típicas canadienses.
Muchos eventos tienen lugar en la English Bay a lo largo del año. La famosa competición pirotécica Celebration of Light ocurre cada verano, entre la última semana de julio y la primera de agosto, se trata de la representación más grande del mundo en su estilo. 
Cada día primero de enero se realiza el evento conocido como Polar Bear Swim, donde cientos de personas se zambullen en las aguas frías de la bahía. En verano tiene lugar en las calles enfrente a la bahía la colorida Marcha del Orgullo Gay.
En la bahía anclan a menudo grandes barcos de carga en espera de pasar a las instalaciones portuarias, localizadas en el interior del Burrard Inlet.
- Datos: Q1342795
- Multimedia: English Bay / Q1342795